# TUE Série 100 (Trensurb)
O TUE Nippon Sharyo / Hitachi Rail / Kawasaki Heavy Industries Series 100 é um Trem unidade elétrico pertencente à frota do Metrô de Porto Alegre (Trensurb).  Ele foi fornecido em em 1984 pela empresa Mitsui & Co. e foi produzido em consórcio formado pelas empresas japonesas Nippon Sharyo, LTD., Hitachi e Kawasaki Heavy Industries.

## História

### Projeto e fabricação
Em abril de 1980, a recém criada Trensurb (ainda subsidiária da RFFSA) lançou a concorrência internacional nº 4/80, objetivando a aquisição de 25 trens unidade elétrico de 4 carros totalizando 100 carros, num valor de mais de US$ 67 milhões financiado pelo Banco Internacional para Reconstrução e Desenvolvimento (BIRD). Seis empresas apresentaram propostas: Cobrasma, Mafersa, Santa Matilde, Sorefame, Nissho Iwai/Sumitomo e Mitsui/Nippon Sharyo. Após as propostas serem tornadas públicas, o resultado foi:
- Mafersa - US$ 2,963 milhões por trem unidade
- Nissho Iwai/Sumitomo - Não informado
- Mitsui/Nippon Sharyo - US$ 3,116 milhões por trem unidade

Após deliberações entre Trensurb e o Banco Internacional para Reconstrução e Desenvolvimento, a Mitsui foi declarada vencedora (apesar do seu custo por trem unidade ser maior que o da Mafersa). A vitória da empresa japonesa desencadeou protestos da Mafersa, metalúrgicos paulistas e gaúchos e de políticos paulistas, que acusaram a Mitsui da prática de dumping.  A Trensurb alegou que a proposta da Mafersa, apesar de alcançar menor preço, previa apenas 1 ano de garantia para cada trem unidade enquanto que a Mitsui previa 2 anos.. Além disso, o BIRD cancelou algumas das taxas tornando a vitória da Mitsui ainda mais vantajosa. Dessa forma, foi confirmada a vitória da Mitsui em 1982. Os trens foram fabricados entre 1982 e 1984. Durante uma viagem de  testes dos trens, realizada em outubro de 1984, dois menores trabalhando como ambulantes conseguiram embarcar clandestinamente no trem que conduzia o ministro dos transportes Cloraldino Soares Severo e sua comitiva. Apesar dos funcionários da Trensurb tentarem expulsar os "penetras", o ministro permitiu que eles viajassem e conhecessem o novo trem, incluindo a cabine de comando. Ao final da viagem, os menores perguntaram se o ministro era o "dono do trem". Ao final do contrato, a encomenda de 25 trens de 4 carros da Mitsui custou US$ 67 milhões.
A viagem inaugural dos trens ocorreu em 2 de março de 1985, durante a inauguração da Linha 1 do Metrô de Porto Alegre. A primeira viagem comercial iniciou em 4 de março de 1985 entre Porto Alegre até a cidade de Sapucaia do Sul através de um trem com duas unidades acopladas (8 carros).

## Características
A composição básica é formada por 4 carros, sendo os dois centrais reboques (RA e RB) e em cada ponta, dois motores (MA e MB). Eles podem operar em unidade simples (4 carros) ou até 3 unidades acopladas (12 carros).
Para o funcionamento do sistema e dos trens, existem quatro subestações elétricas (uma em Porto Alegre, uma em Sapucaia do Sul e outras duas em Canoas) cada uma com potência de 10 mV, fornecendo os 3 kV necessários para operação dos trens, e 6 kV para operação dos diversos equipamentos ao longo da linha ferroviária.